# Mala Karnacivka, Lanivți
Mala Karnacivka (în ucraineană Мала Карначівка) este un sat în comuna Vanjuliv din raionul Lanivți, regiunea Ternopil, Ucraina.

## Demografie
Componența lingvistică a localității Mala Karnacivka
     Ucraineană (99,55%)
     Alte limbi (0,45%)
Conform recensământului din 2001, majoritatea populației localității Mala Karnacivka era vorbitoare de ucraineană (99,55%), existând în minoritate și vorbitori de alte limbi.